# Mega Brands
Mega Brands, auparavant Mega Bloks, est une société québécoise fondée en 1967, dont le siège social est situé à Montréal, Québec. Elle appartient, depuis 2014, à Mattel.
Elle fabrique surtout des jeux basés sur des briques élémentaires en plastique à assembler. Certaines de ces briques sont similaires à celles fabriquées par Lego et son marché étant essentiellement nord-américain, elle en est donc une compétitrice directe sur ce territoire.

## Description

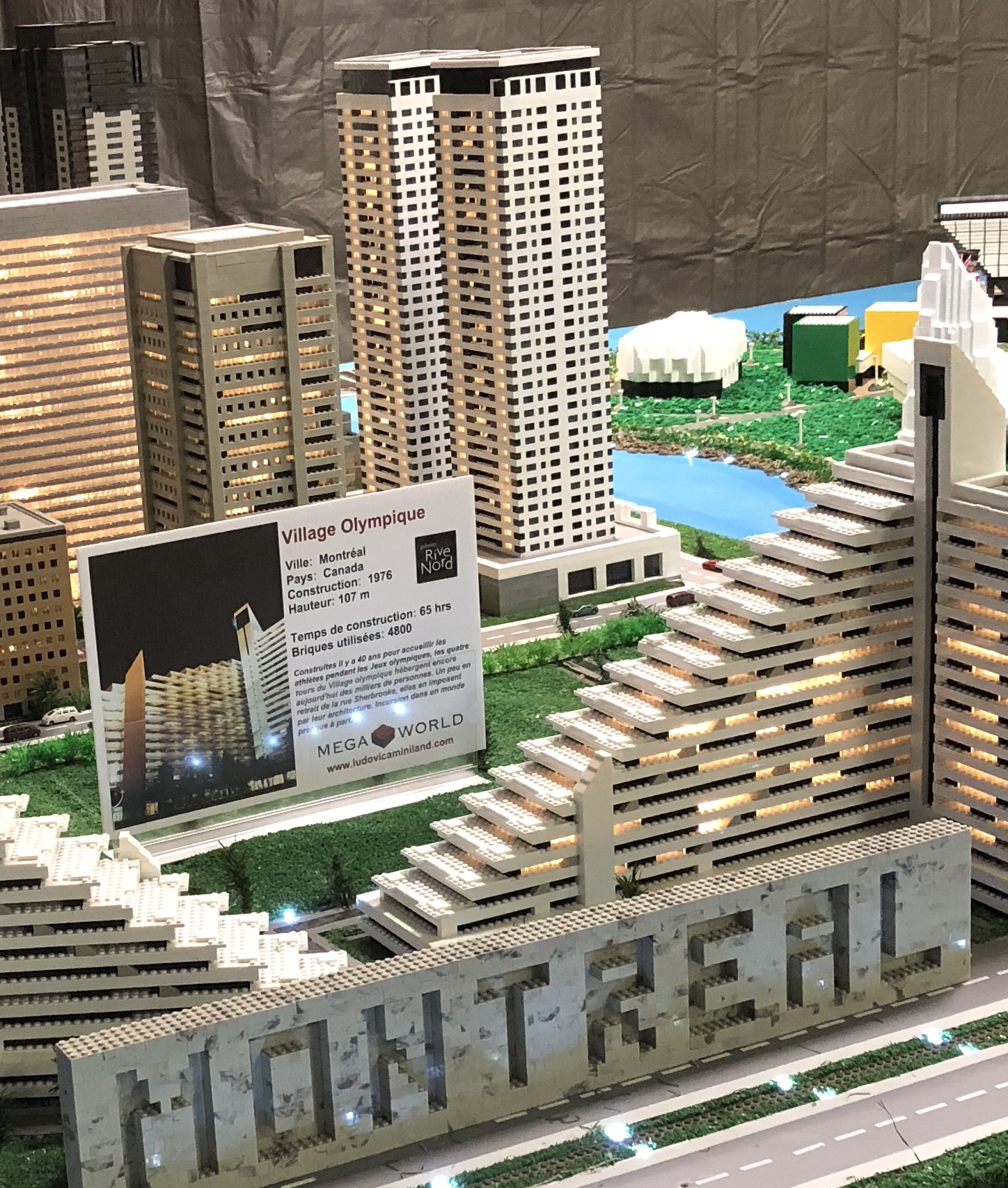
Exposition de mini blocs, centre commercial Fleur de Lys, Vanier, Québec

Selon son site Web corporatif (en date de 2006), elle emploie environ 3 000 personnes réparties dans huit pays, dont un millier au Canada.
Elle distribue partout sur la planète les briques en plastique qu'elle fabrique, mais son marché est surtout nord-américain. La plupart de celles-ci sont produites au Canada, les autres le sont en Chine. De par la nature de ses produits, elle vise surtout une clientèle masculine en bas âge.
L'entreprise produit, en 2005, des briques en quatre tailles :
1. Taille maxi, introduite en 1985, est plus grande que la brique Duplo, mais plus petite que la brique Primo.
2. Taille mini, introduite en 1989, est semblable à la brique Duplo, mais possède des protubérances un peu plus élevées.
3. Taille micro, introduite en 1991, est de la même taille que la brique Lego.
4. Taille nano, introduite en 2004, est la plus petite brique produite par la société.

Elle a aussi produit un film d'animation où des personnages sont construits avec ses briques.
En 2005, elle affirme détenir 40 % du marché canadien des jeux de construction.

## Historique

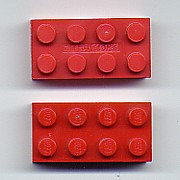
Mega Bloks (en haut)
Lego (en bas)

En 1967, Victor Bertrand et son épouse Rita fondent l'entreprise sous le nom de Ritvik Toys, Inc. (une composition de Rita et Victor). Le 19 mars 2002, elle est renommée Mega Bloks Inc., du nom de son jouet le plus populaire.
Vers la fin des années 1990, elle signe des contrats de distribution avec d'importantes chaînes de magasins de jouets. Ces ententes lui permettent de croître de façon notable, au détriment de la société Lego. Pendant les années 2000, elle subit différentes poursuites de la part de la société Lego, mais cette dernière les perd toutes.
Le 16 juin 2005, elle acquiert une entreprise américaine spécialisée dans les jouets en plastique pour filles, Rose Art, pour la somme de 350 millions USD ; l'entreprise est renommé Mega Brands America.
En 2005, les fils des fondateurs, Vic Bertrand Jr. et Marc Bertrand, mènent l'entreprise.
En novembre 2005, la Cour suprême du Canada juge que les petites briques Mega Bloks ne constituent pas une copie illégale des briques Lego. L'entreprise peut donc continuer à les vendre au Canada.
En 2006, nouveau changement de nom: à la suite d'acquisitions, « Mega Bloks Inc. » devient « Mega Brands Inc. ».
Dans les années 2000, la société met Néoshifters sur le marché marché, des robots similaires aux Bionicle de Lego. Elle lance aussi un jeu en ligne massivement multijoueur, développé par la société Frima Studio.
En 2020, Mattel annonce la fermeture de l'usine Mega Bloks de Saint-Laurent (Montréal) au Québec d'ici 2021. Cette fermeture entraînera le licenciement de 580 salariés. La production sera délocalisée en Chine et au Mexique.